# 분모자
분모자(중국어: 粉耗子, 병음: fěnhàozi 펀하오쯔[*])는 중국 화북지방, 특히 둥베이(동북) 지방에서 즐겨 먹는 당면의 일종이며 중국 본토에서는 훠궈에 주로 넣어 먹는 재료이다.
타피오카 전분, 감자 전분, 정제수(물), 소금 등으로 만들어 쫄깃쫄깃하며, 투명하면서 길다. 형태는 가래떡 같은 형태를 지녔지만, 기존의 국내의 떡과는 다르게 중국의 분모자는 훨씬 쫄깃하고 매끄러운 것이 특징이다.
칼로리는 100g당 130-150kcal이며 같은 양의 떡볶이 떡이 200-220kcal 인 것과 비교할 때, 분모자가 떡볶이 떡보다 칼로리는 훨씬 더 낮다.
최근 마라떡볶이 등으로 대한민국 유튜버들이 국내 쌀떡 대신 중국의 분모자를 재료로 사용한 떡볶이를 먹는 모습을 선보였다. 중국 본토에서는 주로 훠궈에 넣어 먹는 재료이며, 대한민국에서는 떡볶이 등의 재료로 최근 인기를 끌고 있다.

## 같이 보기
- 중국당면